# 小濱妙美
小濱 妙美（こはま たえみ、1958年（昭和33年）6月19日 - ）は、日本の声楽家（ソプラノ）、音楽教育者。

## 経歴
香川県坂出市出身。東京藝術大学卒業、同大学院修了。中村義春、畑中良輔、小野光子に師事。エリーザベト・シュヴァルツコプフに才能を認められ、1984年（昭和59年）よりスイスに留学。ミラノではアントニオ・トニーニにイタリアオペラを学ぶ。1993年（平成5年）ドイツ・ニーダーザクセン州立ブラウンシュヴァイク劇場と専属契約（1993年8月→ゲスト契約1998年7月）を交し、ワーグナー『タンホイザー』エリーザベトでヨーロッパデビュー。同劇場のほか、欧米各地の歌劇場やコンサート、音楽祭で活躍。2011年（平成23年）まで約25年の間、海外を拠点に活動する（スイス、イタリア、ドイツ、 ニューヨーク）。
日本では、1990年（平成2年）モーツァルト『ドン・ジョヴァンニ』ドンナ・アンナでオペラ・デビュー。プッチーニ『蝶々夫人』、ベッリーニ『ノルマ』タイトルロール、ビゼー『カルメン』ミカエラ、1997年（平成9年）新国立劇場開場記念公演ワーグナー『ローエングリン』エルザで出演。パリ・オペラ座バレエ団 ベジャール振付『第九』やベルゲン・フィルなどと共演。新国立劇場では『蝶々夫人』のタイトルロール、チャイコフスキー『エフゲニー・オネーギン』タチヤーナ、『ドン・ジョヴァンニ』ドンナ・アンナ、プッチーニ『トスカ』タイトルロール、びわ湖ホールでは2000年（平成12年）ヴェルディ『ジャンヌ・ダルク（ジョヴァンナ・ダルコ）』タイトルロール、ヴェルディ『エルナーニ』エルヴィラ（若杉弘指揮）、また牧野由多可『黒塚』などに出演。2003年（平成15年）1月 新国立劇場 一柳慧『光』ホアン、3月『ノルマ』タイトルロール、7月新国立劇場『トスカ』、8月文化庁公演『蝶々夫人』、11月びわ湖ホール ヴェルディ『シチリアの夕べの祈り』などに出演。2004年（平成16年）1月藤原歌劇団ニューイヤーオペラ ヴェルディ『椿姫』、9月モルドヴァで『トスカ』に出演。10月びわ湖ホール ヴェルディ『十字軍のロンバルディア人』、11月メキシコにてフランシスコ・アライサとドニゼッティ『ランメルモールのルチア』『蝶々夫人』初共演、またリサイタルも行った。2005年（平成17年）秋、恒例となったびわ湖ホール ヴェルディ『スティッフェーリオ』リーナを歌う。2006年（平成18年）秋、藤原歌劇団 ロッシーニ『ランスへの旅』コルテーゼ夫人、2009年（平成21年）6月には新国立劇場にて清水脩『修禅寺物語』（坂田藤十郎演出）かつら役で出演、また10月にも新国立劇場尼崎公演『蝶々夫人』タイトルロール出演。2010年（平成22年）夏、瀬戸内国際芸術祭ではオペラと文楽のコラボレーションで『蝶々夫人』を実現させ、また11月には藤沢オペラ マスカーニ『カヴァレリア・ルスティカーナ』サントゥッツァに初挑戦。2012年（平成24年）5月には尾上和彦『月の影－源氏物語－』藤壺、同年9月には石山寺本堂にて『月の影－源氏物語－』六条御息所で出演。2013年（平成25年）11月大友直人指揮、千住明『万葉集』大伯皇女。2015年3月、尾上和彦『藤戸』のおんな役を演じた。
コンサートにおいても、1998年（平成10年）12月カーネギー・ホール『第九』、サントリーホール・ヴェルディ『マクベス』『ナブッコ』、ヴェルディ『レクイエム』や「ガラ・コンサート」等に出演。2006年（平成18年）5月カーネギーホールにてリサイタル。2007年（平成19年）から、サロンコンサートやサロンオペラ『蝶々夫人』『椿姫』『トスカ』など新感覚のパフォーマンスに挑戦。2009年（平成21年）12月23日には水戸芸術館でクリスマス･プレゼント･コンサート2009に出演（【企画・おはなし】畑中良輔、【出演】小濱妙美（ソプラノ）、栗林朋子（アルト）、岡田尚之（テノール）、島田真千子（ヴァイオリン）、小林幹（尺八）、小原孝、久邇之宜、中村佳代、若井優也、久保田彩子（ピアノ）、鈴木良朝（合唱指揮）、あひる会合唱団（合唱）、長田真実（オルガン））。2011年（平成23年）12月9日には京都での初リサイタル。2012年（平成24年）11月国民文化祭（徳島県三好市）、12月デュリュフレ『レクイエム』ソリスト。2013年（平成25年）7月ヴェルディイヤーにちなんだサントリーホールでのコンサート。2015年（平成27年）8月23日出身地の坂出市民ホールにて「ハートフルスペシャルコンサート」を開催。2016年6月19日には「オペラティックガラ・コンサート」にて『カルメン』タイトルロールを歌った。2018年（平成30年）6月19日、門下生たちにより京都コンサートホール小ホールで還暦スペシャルリサイタルが開催された。2018年（平成30年）12月9日に「－アート県かがわ出身の名歌手たち－『日本を代表するオペラ歌手による祝賀演奏会』」に出演（指揮：菊池彦典、オーケストラ：高松交響楽団、出演者：林康子、多田羅迪夫、大島洋子、小濱妙美、佐竹由美、若井健司、高橋薫子、山下牧子、谷原めぐみ、岡田昌子、藤谷佳奈枝）。2019年（平成31年）4月28日故郷の香川県で「小濱妙美－響威のうたごえ－Peaceful」と題してリサイタルを開催（宇多津町ユープラザうたづ）。
レコーディングにおいては、イタリアオペラのアリアだけでなく、日本歌曲や、師シュヴァルツコプフ譲りのヴォルフなどドイツ歌曲にも取り組んでいる。
放送においても、2005年（平成17年）1月第48回NHKニューイヤーオペラコンサートに初出演。またテレビやFMラジオなどでも活躍中。
公益財団法人日本オペラ振興会藤原歌劇団団員（1989年（平成元年）12月 - 2020年（令和2年）現在）。
2011年（平成23年）4月より京都市立芸術大学准教授に着任、日本に居を移す。2014年（平成26年）4月より教授。沖縄県立芸術大学非常勤講師。後進の育成にも注力している。

## 主な受賞歴
- 1972年（昭和47年）11月 全四国音楽コンクール中学校声楽の部第1位入賞[4]
- 1972年（昭和47年）12月 西日本こども音楽コンクール声楽の部最優秀賞[4]
- 1975年（昭和50年）11月 全四国音楽コンクール高校声楽の部第1位入賞[4]
- 1984年（昭和59年）8月 ザルツブルク国際夏期アカデミーコンクール声楽部門第1位入賞[4]
- 1990年（平成2年）6月 第9回チャイコフスキー国際コンクール声楽部門女声の部第6位入賞[4]（※声楽部門の入賞は日本人初[11]）
- 1991年（平成3年）1月 第3回村松賞[4]
- 1992年（平成4年）9月 第20回ジロー・オペラ賞[4]
- 1995年（平成7年）12月 第1回ロシヤ歌曲賞[4]
- 1996年（平成8年）11月 平成8年度よんでん芸術文化奨励賞（四国電力 ）[4]

## 主な社会活動
- 日本音楽コンクール審査員[5]
- メキシコのモレリア音楽大学公開レッスン 講師：小濱妙美／フランシスコ・アライサ[5]
- 岡山大学 医学部学会 研究発表とスーパーコンサート－ロシア音楽の夕べ－ ソプラノ：小濱妙美 ピアノ：有森博 於：岡山ルネスホール[5]
- 香川県国際名誉大使（アンバサダー）[5]
- 藤沢オペラコンクール審査員[5]
- 全日本学生音楽コンクール審査員[5]
- 東日本大震災“水戸の復興に祈りを込めて”コンサート 於：水戸市総合運動公園体育館[5]
- 東京国際声楽コンクール審査員[5]
- 京都市立京都堀川音楽高等学校特別講座 於：堀川音楽ホール[5]
- 大阪府立夕陽丘高等学校特別レッスン[5]
- 特別講演「志をはぐくむ」 於：香川県坂出市坂出市立坂出小学校講堂[5]
- 宝塚ベガ音楽コンクール審査員[5]
- さかい九頭竜音楽コンクール審査員[5]
- 日本声楽発声協会第104回例会「現役声楽家の演奏とお話」 ソプラノ：小濱妙美 ピアノ：椎野伸一 於：東京藝術大学第2ホール[5]
- 神戸新聞松方ホール音楽賞声楽部門（オペラ）審査員[12]

## 主なディスコグラフィー
- CD『永遠〜Eternity』（古典から現代の歌曲、プッチーニのアリア、日本歌曲を27曲収録）2008年6月 ナミレコード WCC-7589 Sop：小濱妙美 Pf：椎野伸一[13]
- CD ベートーヴェン:交響曲第9番『合唱』指揮：ペーター・マーク 東京都交響楽団 小濱妙美、郡愛子、市原多朗、福島明也、合唱指揮：松下耕、尚美学園第九合唱団 2015/11/30 東武レコーディング[13]
- CD2枚組 第43回新しい日本の歌 オムニバス 2010年9月28日 津田ホール （ライブ録音）歌：青山恵子 、川本愛子、小濱妙美、平良栄一、竹澤嘉明、ひらやすかつこ ピアノ：下山静香、沼田宏行、三國彰子 2011/2/2 ゼール音楽事務所[13]